# Bewegung des ersten März

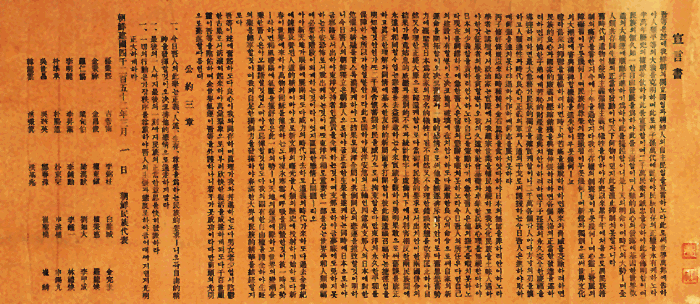
Die Unabhängigkeitserklärung vom 1. März 1919

Die Bewegung des ersten März, koreanisch: 삼일 운동 (Samil Undong), war eine Unabhängigkeitsbewegung in dem von Japan 1910 annektierten Korea. Die Bewegung richtete sich gegen die Besetzung Koreas durch Japan und dessen Kolonialpolitik und begann am 1. März 1919 mit der öffentlichen Verlesung der Unabhängigkeitserklärung in Seoul, gefolgt von über Monate andauernden Demonstrationen in fast allen Provinzen des Landes, bis sie durch die japanische Armee niedergeschlagen wurden.

## Entstehung und Hintergrund
Die Bewegung des ersten März hatte ihre ideologischen Wurzeln in der Donghak-Bewegung (동학 운동, Donghak-Bewegung) (1860–1894), einer religiösen und sozialen Bewegung, die u. a. die Lebensbedingungen der Bauern verbessern wollte, in der Uibyeong (의병 (Gerechte Armee)) (1895–1910), einer Widerstandsbewegung gegen die japanische Aggression, die einen Partisanenkampf gegen die japanische Besatzungsmacht führte, und in der Wijeong Cheoksa Undong (위정 척사 운동), einer Bewegung, die sich gegen westliche Einflüsse richtete und das konfuzianische System reformieren wollte. Alle drei Bewegungen wandten sich gegen Unterdrückung und Fremdbestimmung und strebten nach der Unabhängigkeit Joseons, dem Königreich der koreanischen Halbinsel.
Während die Wijeong Cheoksa-Bewegung glaubte, dass durch die Stärkung und Erhaltung der traditionellen, koreanisch-konfuzianischen Gesellschaft die als negativ aufgefassten Einflüsse westlicher Kultur und die Einflüsse der chinesischen Qing-Dynastie abgewehrt werden könnten, wandte sich die Donghak-Bewegung gegen den wachsenden Einfluss des Katholizismus im Lande, wogegen die Uibyeong eher die Ideologie des Wijeong Cheoksa unterstützte.
Als im Februar 1894 die Donghak-Bewegung einen bewaffneten Aufstand wagte und am 1. Juni 1894 ihre beabsichtigte Reformpolitik proklamierte, rief die koreanische Regierung chinesische Truppen zu Hilfe, die kurzfristig in der Nähe von Seoul zur Verfügung standen. Nicht um Hilfe gebeten, entsandte die japanische Regierung aber am 10. Juni ihrerseits 8000 Soldaten, vorgeblich um Hilfe bei der Niederschlagung des Donghak-Aufstandes zu leisten, in Wirklichkeit aber um sich Einfluss auf Korea zu sichern. Der Konflikt endete mit dem ersten japanisch-chinesischen Krieg, aus dem Japan als Sieger hervorging. Einmal im Land, behielt Japan den Einfluss über die Regierung. Ein weiterer Aufstand im Oktober wurde vom japanischen Militär gewaltsam beendet, der Aufstands-Anführer Jeon Bong-jun (전봉준) am 23. April 1895 hingerichtet.
1896 gründete der aus den USA zurückgekehrte Immigrant Philip Jaisohn die erste in koreanischer Schriftsprache erscheinende Zeitung Dongnip Shinmun (독립신문, Unabhängigkeits-Zeitung). Aus deren Sympathisantenkreis bildete sich der Tongnip Hyophoe (독립협회), der Unabhängigkeits-Club. Seine Mitglieder, Intellektuelle und Regierungsbeamte, ließen im November 1896 das Unabhängigkeitstor in Seoul errichten, nachdem das vorherige als Symbol der Erniedrigung durch China von ihnen zerstört worden war. Der Club gewann schnell Anhänger im ganzen Land, organisierte Demonstrationen und konnte dem koreanischen Kaiser Gojong (고종 광무제) – Korea war 1897 zum Kaiserreich ausgerufen worden – zunächst Änderungen abringen. Doch am 5. November 1898 wurde der Club verboten, viele seiner Anführer eingesperrt und die Zeitung eingestellt. Die zunächst bürgerkriegsähnlichen Aufstände konnten seitens des Kaisers zunächst beruhigt werden. Doch mit der Annexion Koreas durch das Japanische Kaiserreich im Jahr 1910 war auch sein Einfluss verschwunden und die Bewegung blieb verboten.

## Verlauf

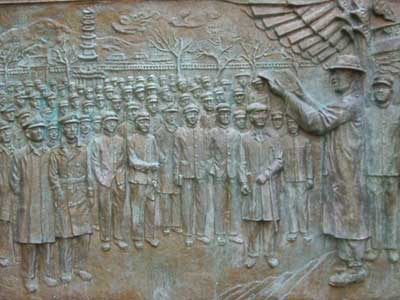
Eine Platte aus Bronze erinnert im Pagoda Park in Seoul an die Verlesung der Unabhängigkeitserklärung

Nachdem Korea als Provinz Chōsen in das Japanische Kaiserreich eingegliedert wurde, bekam die Unabhängigkeitsbewegung neuen Auftrieb und organisierte sich in allen größeren Städten in der Provinz.
1919 verfasste die Gruppe eine Unabhängigkeitserklärung. Diese wurde von 33 Nationalisten als Repräsentanten unterzeichnet und von diesen am 1. März am Tage der Beerdigung des Königs Gojong im Rahmen des Trauerzugs für ihn in Keijō im Pagoda Park verkündet. Ort, Datum und Inhalt wurden mit Absicht so gewählt, um möglichst viel Aufsehen bei der (damals noch andauernden) Pariser Friedenskonferenz erhalten zu können. Nach der Verkündigung begaben sich die 33 Repräsentanten selbst in polizeilichen Gewahrsam. Laut nordkoreanischen Angaben gilt der Jangdae-Hügel in Heijō als Ausgangspunkt für die Bewegung des ersten März.
Die Unabhängigkeitserklärung wurde simultan in den anderen Städten, in denen sich die Gruppe organisiert hatte, vorgetragen.
Nach der Verlesung der Erklärung kam es provinzweit zu Unruhen und Protesten, die aber friedlich verliefen. Nach einer statistischen Erhebung nahmen etwa zehn Prozent der Einwohner Chōsens daran teil (absolut etwa zwei Millionen Menschen). Es wird angenommen, dass etwa 57 Prozent der Demonstranten Bauern waren, weshalb gesagt wird, dass die Bewegung keine Bewegung der intellektuellen Elite war.
Die Provinzpolizei und Kolonialverwaltung waren völlig überrascht und zunächst nicht Herr der Lage. Auch wenn danach relativ schnell die Proteste unterdrückt und später dann die Situation wieder befriedet werden konnte, so gelang es ihr erst ein Jahr später die Erhebung endgültig niederzuschlagen. Bis dahin wurden nach japanischen Quellen 553 Menschen getötet, 12.000 verhaftet, 8 Polizisten und Militärangehörige getötet und 158 verwundet. Nach einer koreanischen Schätzung wurden 7509 getötet, 46.303 verhaftet und 15.849 verwundet.

## Auswirkungen
Die gewaltsame Niederwerfung der Proteste löste im japanischen Mutterland öffentliche Kritik aus, welche bei der japanischen Regierung Anklang fand und den Anstoß zu Reformen in Chōsen gab: Die Kolonialpolitik änderte sich daraufhin zu einer milderen und nachsichtigeren und der Generalgouverneur Saitō Makoto leitete eine Politik der Ermutigung für das Interesse und die Entwicklung der koreanischen Kultur ein. Auch wurden solche Regeln aufgehoben, welche die koreastämmigen Einwohner Chōsens als am meisten inakzeptabel empfanden. Des Weiteren wurde die bis dato für Ordnung sorgende japanische Militärpolizei Kempeitai durch eine normale Polizei ersetzt und mehr Pressefreiheit zugelassen. Der Aufstand kann daher als teilweise erfolgreich gewertet werden.
Als weitere Folge der Niederschlagung bildeten sich am 11. April 1919 in Shanghai mehrere Exilregierungen, darunter die Provisorische Regierung der Republik Korea unter Rhee Syng-man.
Eine Anhörung des Falls im Rahmen der Pariser Friedenskonferenz fand, anders als von den Initiatoren der Proteste gedacht, nicht statt. Nur die Sozialistische Internationale ergriff mit einer Resolution der Konferenz in Luzern vom 2.–9. August 1919 Partei für das nun in das Japanische Kaiserreich eingegliederte Chōsen und forderte den Völkerbund auf, „Korea“ als Mitglied aufzunehmen.